# Guatteria heteropetala
Guatteria heteropetala este o specie de plante angiosperme din genul Guatteria, familia Annonaceae, descrisă de George Bentham. Conform Catalogue of Life specia Guatteria heteropetala nu are subspecii cunoscute.